# Lista de deputados estaduais do Rio Grande do Norte da 53.ª legislatura
Essa é uma lista de deputados estaduais do Rio Grande do Norte eleitos para o período 1983-1987. 24 deputados.

## Composição das bancadas
| Partido | Líder                 | Bancada | Posição  |
| ------- | --------------------- | ------- | -------- |
| PDS     | Leônidas Ferreira     | 15 / 24 | Governo  |
| PMDB    | Garibaldi Alves Filho | 9 / 24  | Oposição |

## Deputados estaduais
| Número | Deputados estaduais eleitos        | Partido | Votação | Percentual | Cidade onde nasceu    | Unidade federativa  |
| 15716  | Garibaldi Alves Filho              | PMDB    | 63.895  | 8,52%      | Natal                 | Rio Grande do Norte |
| 11186  | Leônidas Ferreira                  | PDS     | 24.051  | 3,20%      | Apodi                 | Rio Grande do Norte |
| 11194  | Vivaldo Costa                      | PDS     | 20.911  | 2,79%      | Caicó                 | Rio Grande do Norte |
| 11553  | Manoel do Carmo dos Santos         | PDS     | 20.408  | 2,72%      | Santo Antônio         | Rio Grande do Norte |
| 15419  | José Janildo Belmont               | PMDB    | 20.297  | 2,70%      | São José do Campestre | Rio Grande do Norte |
| 11190  | Nelson Queiroz dos Santos          | PDS     | 19.848  | 2,64%      | Jucurutu              | Rio Grande do Norte |
| 11207  | Carlos Augusto de Sousa Rosado     | PDS     | 19.678  | 2,62%      | Mossoró               | Rio Grande do Norte |
| 15469  | Luiz Antônio Vidal                 | PMDB    | 19.095  | 2,54%      | Santo Antônio         | Rio Grande do Norte |
| 11990  | Rui Barbosa da Costa               | PDS     | 17.498  | 2,33%      | João Câmara           | Rio Grande do Norte |
| 15600  | José Patrício de Figueiredo Júnior | PMDB    | 17.465  | 2,33%      | Alexandria            | Rio Grande do Norte |
| 11275  | Raimundo Fernandes                 | PDS     | 16.508  | 2,20%      | São Miguel            | Rio Grande do Norte |
| 11280  | Kleber de Carvalho Bezerra         | PDS     | 15.793  | 2,10%      | Santa Cruz            | Rio Grande do Norte |
| 11251  | Márcio Djalma Cavalcante Marinho   | PDS     | 15.786  | 2,10%      | Natal                 | Rio Grande do Norte |
| 11950  | José Marcílio Furtado              | PDS     | 15.191  | 2,02%      | Touros                | Rio Grande do Norte |
| 11436  | Getúlio Rêgo                       | PDS     | 15.037  | 2,00%      | Portalegre            | Rio Grande do Norte |
| 15837  | José Dantas Cortez                 | PMDB    | 14.556  | 1,94%      | Monte Alegre          | Rio Grande do Norte |
| 11751  | Antônio Willy Vale Saldanha        | PDS     | 13.621  | 1,81%      | Jardim de Piranhas    | Rio Grande do Norte |
| 11526  | José Fernandes de Queiroz          | PDS     | 13.446  | 1,79%      | Marcelino Vieira      | Rio Grande do Norte |
| 15253  | Manoel Torres de Araújo            | PMDB    | 13.349  | 1,78%      | Timbaúba dos Batistas | Rio Grande do Norte |
| 15779  | Mônica Nóbrega Dantas              | PMDB    | 12.977  | 1,73%      | Macaíba               | Rio Grande do Norte |
| 15315  | Paulo de Tarso Pereira Fernandes   | PMDB    | 11.868  | 1,58%      | Caraúbas              | Rio Grande do Norte |
| 15175  | Hermano de Paiva Oliveira          | PMDB    | 11.486  | 1,53%      | Natal                 | Rio Grande do Norte |
| 11177  | Leonardo Arruda Câmara             | PDS     | 11.327  | 1,51%      | João Pessoa           | Paraíba             |
| 11206  | Amaro de Souza Marinho Filho       | PDS     | 11.270  | 1,50%      | Macau                 | Rio Grande do Norte |